# Walter Henrique da Silva
Walter Henrique da Silva (Recife, Pernambuco, 22 de julio de 1989), conocido simplemente como Walter, es un futbolista brasileño que juega de delantero en la Associação Tupy de Esportes de su país.

## Trayectoria
Debutó profesionalmente el 11 de junio de 2008 vistiendo la casaca del Inter de Porto Alegre. Aquel día, por una fecha del Campeonato Brasileño de 2008, su equipo derrotó por 1-0 a Vasco da Gama.

## Clubes
| Club                         | País     | Año       |
| ---------------------------- | -------- | --------- |
| S. C. Internacional          | Brasil   | 2008-2010 |
| F. C. Porto                  | Portugal | 2010-2019 |
| Cruzeiro E. C. (cedido)      | Brasil   | 2012      |
| Goiás E. C. (cedido)         | Brasil   | 2012-2013 |
| Fluminense F. C. (cedido)    | Brasil   | 2014-2015 |
| Atlético Paranaense (cedido) | Brasil   | 2015-2016 |
| Goiás E. C. (cedido)         | Brasil   | 2016-2017 |
| Atlético Goianiense (cedido) | Brasil   | 2017      |
| Paysandu S. C. (cedido)      | Brasil   | 2018      |
| CSA (cedido)                 | Brasil   | 2018      |
| Goiás E. C.                  | Brasil   | 2019      |
| Athletico Paranaense         | Brasil   | 2020-2021 |
| E. C. Vitória                | Brasil   | 2021      |
| A. D. São Caetano            | Brasil   | 2021      |
| Botafogo F. C.               | Brasil   | 2021      |
| Santa Cruz F. C.             | Brasil   | 2022      |
| Amazonas F. C.               | Brasil   | 2022      |
| Goiânia E. C.                | Brasil   | 2022      |
| Afogados da Ingazeira F. C.  | Brasil   | 2023      |
| E. C. Pelotas                | Brasil   | 2023      |
| E. C. São Borja              | Brasil   | 2023      |
| Rolim de Moura E. C.         | Brasil   | 2024      |
| E. C. Guarany Alagoano       | Brasil   | 2025      |
| Tupy de Jussara              | Brasil   | 2025-     |

## Palmarés

### Campeonatos regionales
| Título                | Equipo               | Región             | Año  |
| --------------------- | -------------------- | ------------------ | ---- |
| Campeonato Gaúcho     | SC Internacional     | Río Grande del Sur | 2009 |
| Campeonato Goiano     | Goiás EC             | Goiás              | 2013 |
| Campeonato Paranaense | Athletico Paranaense | Paraná             | 2016 |

### Campeonatos nacionales
| Título                        | Equipo   | País     | Año     |
| ----------------------------- | -------- | -------- | ------- |
| Supercopa Cândido de Oliveira | FC Porto | Portugal | 2010    |
| Primeira Liga                 | FC Porto | Portugal | 2010-11 |
| Taça de Portugal              | FC Porto | Portugal | 2010-11 |
| Primeira Liga                 | FC Porto | Portugal | 2011-12 |
| Serie B                       | Goiás EC | Brasil   | 2012    |

### Campeonatos internacionales
| Título                       | Equipo           | Sede         | Año     |
| ---------------------------- | ---------------- | ------------ | ------- |
| Campeonato Sudamericano      | Brasil Sub-20    | Venezuela    | 2009    |
| Copa Libertadores de América | SC Internacional | Porto Alegre | 2010    |
| Liga Europa de la UEFA       | FC Porto         | Dublín       | 2010-11 |